# Cyrille Guimard

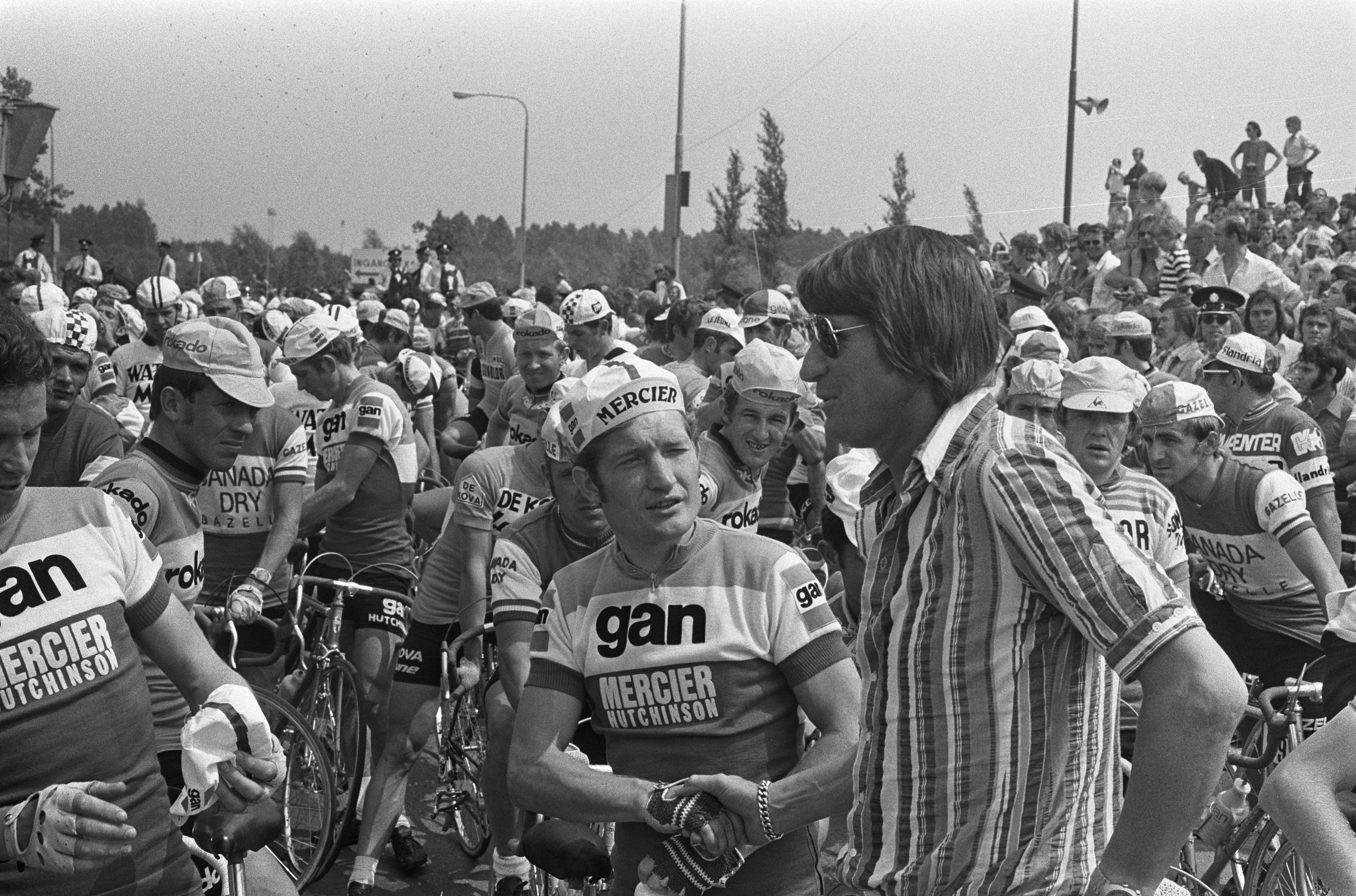
Cyrille Guimard en Peter Post in de Ronde van Frankrijk in 1973.

Cyrille Guimard (Bouguenais, 20 januari 1947) is een voormalig Frans wielrenner. Later werd Guimard ploegleider van diverse professionele formaties, waaronder Renault, Système U en Castorama.

## Biografie
Als ploegleider begeleidde hij Bernard Hinault en Laurent Fignon naar eindoverwinningen in de Ronde van Frankrijk. Hij heeft als wielrenner ook een aantal etappes in de Tour gewonnen. Verder wist hij het puntenklassement in de Ronde van Spanje een keer te winnen en werd hij driemaal nationaal kampioen, waaronder één keer als veldrijder in 1976. Het jaar daarop werd hij ploegleider van Gitane-Campagnolo, de ploeg waarvoor Bernard Hinault reed. Later volgde de beroemde ploeg Renault-Elf.
In 1996 was Cyrille Guimard medeoprichter van Cofidis, Le Crédit par Téléphone een ploeg die anno 2022 nog steeds bestaat maar waar hij al vele jaren niets meer mee te doen heeft.
In zijn sportieve loopbaan werd hij verschillende keren positief getest op het gebruik van verboden middelen. Namelijk in 1970 (Vierdaagse van Duinkerke), 1972 (Ronde van Luxemburg) en 1974 (Tour de France, 13e etappe). In het laatste geval werd hij positief getest op amfetamine (Piperidin).

## Belangrijkste overwinningen
1968
- Genua-Nice

1969
- Genua-Nice
- 2e etappe Midi Libre
- 4e etappe Midi Libre

1970
- Frans kampioen sprint (baan)
- 2e etappe Ronde van Indre en Loire
- 1e etappe Ronde van Frankrijk

1971
- 3e etappe Ronde van Spanje
- 15e etappe Ronde van Spanje
- Puntenklassement Ronde van Spanje
- Combinatieklassement Ronde van Spanje

1972
- Parijs-Bourges
- 1e etappe Ronde van de Oise
- Eindklassement Ronde van de Oise
- 1e etappe Midi Libre
- 2e etappe Midi Libre
- Eindklassement Midi Libre
- 2e en 3e etappe Ronde van Indre en Loire
- 4e etappe deel B Critérium du Dauphiné Libéré
- Puntenklassement Critérium du Dauphiné Libéré
- 3e etappe Ronde van Luxemburg
- 1e etappe Ronde van Frankrijk
- 4e etappe Ronde van Frankrijk
- 14e etappe Ronde van Frankrijk
- 15e etappe Ronde van Frankrijk
- Boucles de l'Aulne
- Grand Prix du Midi Libre

1973
- 3e etappe (deel A) Ronde van Indre en Loire
- 2e etappe Critérium du Dauphiné Libéré
- Puntenklassement Critérium du Dauphiné Libéré
- 3e etappe Ronde van Frankrijk

1974
- 3e etappe Parijs-Nice
- 2e etappe deel B Ronde van de Aude
- 8e etappe deel A Ronde van Frankrijk
- 3e etappe Etoile des Espoirs

1975
- GP Ouest France-Plouay
- 5e etappe Ster van Bessèges
- 3e etappe Ronde van de Middellandse Zee
- Frans kampioen veldrijden

## Resultaten in voornaamste wedstrijden
| Jaar | Ronde van Italië | Ronde van Frankrijk | Ronde van Spanje |
| ---- | ---------------- | ------------------- | ---------------- |
| 1968 |                  |                     |                  |
| 1969 |                  |                     |                  |
| 1970 |                  | 62e (1)             |                  |
| 1971 |                  | 7e                  | 12e (2)          |
| 1972 |                  | opgave (4)          |                  |
| 1973 |                  | opgave (1)          |                  |
| 1974 |                  | opgave (1)          |                  |
| 1975 |                  |                     |                  |

| Jaar | Milaan-San Remo | Gent-Wevelgem | Ronde van Vlaanderen | Parijs-Roubaix | Luik-Bast.‑Luik | Ronde van Lombardije | Bretagne Classic | Waalse Pijl | Kuurne-Brussel-Kuurne |  | WK op de weg |  | Wereldranglijsten |
| ---- | --------------- | ------------- | -------------------- | -------------- | --------------- | -------------------- | ---------------- | ----------- | --------------------- |  | ------------ |  | ----------------- |
| 1968 |                 |               | 75e                  |                |                 |                      |                  |             |                       |  |              |  |                   |
| 1969 |                 |               |                      | 7e             |                 |                      |                  |             |                       |  |              |  |                   |
| 1970 |                 |               |                      | 38e            |                 |                      |                  |             |                       |  | 14e          |  |                   |
| 1971 |                 | 7e            | ↑                    | 21e            |                 |                      |                  |             |                       |  | ↑            |  | 5e (SPP)          |
| 1972 |                 |               | 18e                  | 14e            |                 | ↑                    |                  | 19e         |                       |  | ↑            |  | (SPP)             |
| 1973 | 9e              | 15e           | 13e                  | 14e            |                 |                      | 6e               | 6e          |                       |  | 34e          |  | 20e (SPP)         |
| 1974 |                 |               |                      |                |                 | 14e                  |                  |             | Brons                 |  |              |  |                   |
| 1975 | 62e             | 19e           | 16e                  |                | 30e             |                      | Goud             |             |                       |  |              |  |                   |

## Ploegleider
- 1976-1977 Gitane-Campagnolo
- 1978-1980 Renault-Gitane
- 1981-1985 Renault-Elf
- 1986-1988 Système U
- 1989 Super U-Raleigh-Fiat
- 1990-1995 Castorama
- 1997 Cofidis
- 2007-2015 Roubaix Lille Métropole